# Норт Плат
Норт Плат (енгл. North Platte River) је река која протиче кроз САД. Дуга је 1.070 km. Протиче кроз америчке савезне државе Колорадо, Вајоминг и Небраска. Улива се у Плат. 